# Stary Majdan (Rejowiec)
Pour les articles homonymes, voir Stary Majdan.
Stary Majdan (prononciation : [ˈstarɨ ˈmai̯dan]) est un village polonais de la gmina de Rejowiec dans le powiat de Chełm de la voïvodie de Lublin dans l'est de la Pologne, à la frontière avec l'Ukraine.
Il se situe à environ 7 kilomètres au nord-est de Rejowiec (siège de la gmina), 13 kilomètres à l'ouest de Chełm (siège du powiat) et 54 kilomètres à l'est de Lublin (capitale de la voïvodie).
Le village compte approximativement une population de 80 habitants.

## Histoire
De 1975 à 1998, le village est attaché administrativement à la voïvodie de Chełm.

Depuis 1999, il fait partie de la voïvodie de Lublin.